# 벨리니 (음악 그룹)
벨리니(Bellini)는 독일의 팝 그룹, 걸 그룹이다. 대표곡으로 1997년에 발표된 댄스 버전의 노래인 《Samba de Janeiro》가 있다.

## 음반

### 정규 음반
- 《Samba de Janeiro》 (1997년)
- 《Festival》 (2014년)

### 컴필레이션 음반
- 《Samba de Janeiro - Non-Stop Best of Bellini》 (2001년)

### 싱글
- 《Samba de Janeiro》 (1997년)
- 《Carnaval》 (1997년)
- 《Me Gusta la Vida》 (1998년)
- 《Saturday Night》 (1999년)
- 《Samba de Amigo》 (2000년)
- 《Arriba Allez》 (2000년)
- 《Brazil (en Fiesta)》 (2001년)
- 《Tutti Frutti》 (2004년)
- 《Magalenha (Mendonça Do Rio & Bellini)》 (2004년)
- 《Let's Go to Rio》 (2007년)
- 《Samba do Brasil》 (2014년)

### 프로모셔널 싱글
- 《Hot, Hot, Hot》 (2008년)
- 《Samba All Night》 (2010년)